# Поланд, Крис
Крис Поланд (родился 1 декабря 1957 года) — американский музыкант, гитарист-виртуоз. Прежде всего известен как оригинальный соло-гитарист трэш-метал-группы Megadeth в 1984—1987 годах.

## Биография
Поланд начал играть на сцене ещё со времен школы — в группе Welkin, играющей джаз/фьюжн. Переехав в Лос-Анджелес в 1977-м, он становится гитаристом группы New Yorkers, в которой играл вплоть до 1982 года. Кроме него в составе были: Робертино Паглиари (бас-гитара), Гар Самуэльсон (ударные), Стю Самуэльсон (гитара) и Дон Ропер (саксофон). Нью Йоркеры добились определенной славы на сцене Лос Анджелеса, но наибольшую известность Поланд приобрел, играя в треш-метал-группе Megadeth с 1984 по 1987 годы.
Вместе с Megadeth Крис записал два альбома: Killing Is My Business... and Business Is Good!, Peace Sells... but Who's Buying?, но был уволен после шоу на Гавайях (вместе с ударником Гаром Самуэльсоном) по подозрению в продаже оборудования группы для покупки героина. После этого Поланд и фронтмен Megadeth Дэйв Мастейн испытывали неприязнь друг к другу и не общались. Дэйв даже написал песню Liar (Лжец), обращенную к нему. Однако в демо-записях к альбому Rust in Peace Крис был указан как участник. Но для всех фанатов стало сюрпризом, когда в 2004 году Мастейн пригласил Криса записать дополнительные гитарные соло для альбома The System Has Failed. Вражда между музыкантами закончилась и имя Поланда появилось в списке сессионных участников записи альбома.
Также Крис записал соло в песне группы Lamb of God Purified в альбоме As the Palaces Burn
После ухода из группы Поланд успешно вылечился от наркозависимости и присоединился к панк-рок легенде Circle Jerks в качестве бас-гитариста.
У музыканта разорваны сухожилия указательного пальца левой руки, что развило необычайную гибкость и способность дотягиваться до более дальних ладов гитары, чем при здоровой кисти. Его игра вдохновлена такими стилями, как джаз, блюз, фьюжн.
Крис записал свой сольный альбом Return to Metalopolis в 1990 году.
Его нынешний проект носит название Ohm, куда он входит в качестве гитариста вместе с басистом Робертино Паглиари и ударником Кофи Бэкером.

## Дискография

### Сольные альбомы[4]
- 1990: Return to Metalopolis
- 2000: Chasing the Sun
- 2000: Rare Trax (compilation)
- 2007: Return to Metalopolis Live (live)

### Megadeth
- 1985: Killing Is My Business... and Business Is Good!
- 1986: Peace Sells... But Who's Buying?
- 1990: Rust in Peace (Поланд исполнил соло на следующих песнях демо версии альбома: «Holy Wars... The Punishment Due», «Take No Prisoners», and «Rust in Peace… Polaris». Эти записи попали на ремастированную версию альбома выпущенную в 2004 году, в качестве бонус треков)
- 2000: Capitol Punishment: The Megadeth Years (сборник)
- 2004: The System Has Failed
- 2005: Greatest Hits: Back to the Start (сборник)
- 2007: Warchest (сборник)
- 2008: Anthology: Set the World Afire (сборник)
- 2019: Warheads on Foreheads (сборник)

### Damn the Machine
- 1993: Damn the Machine
- 1993: Silence EP

### Mumbo’s Brain
- 1995: Excerpts from the Book of Mumbo
- 1999: Rare Trax

### Вместе с Lamb of God
- 2003: As the Palaces Burn
- 2004: Ashes of the Wake

### OHM
- 2003: OHM
- 2004: «Live» On KPFK 90.7 FM, Lion Music
- 2005: Amino Acid Flashback
- 2006: Live at the New Brookland Tavern(DVD)
- 2008: Circus of Sound
- 2012: Tsunami Jams

### OHMphrey
- 2009: OHMphrey, Magna Carta
- 2012: Posthaste, Magna Carta

### Вместе с Polcat
- 2012: Polcat, Ashro Records

### Другие проекты
- 2001: Warmth in the Wilderness: A Tribute to Jason Becker, Lion Music
- 2002: Squadrophenia, Cosmosquad, Marmaduke Records
- 2004: Give Us Moore! — Gary Moore Tribute, Lion Music
- 2006: Double Heart Project — Human Nature’s Fight, Brennus
- 2006: Jimi Hendrix Tribute — The Spirit Lives On Vol. 1 & 2, Lion Music
- 2007: Long Live Me, THE SCREAMIN' LORDS, Brannick Records
- 2008: Innervisions, Tadashi Goto, Progrock
- 2009: Guitars That Ate My Brain
- 2009: Misty Mountain Hop: A Millennium Tribute to Led Zeppelin
- 2009: The Call of the Flames, Shredding the Envelope, Standstill And Scream Music
- 2011: Metalusion, Glen Drover, Magna Carta
- 2012: Plains of Oblivion — Jeff Loomis
- 2012: Two Minutes to Midnight: A Millennium Tribute to Iron Maiden, Versailles Records
- 2013: Intermezzo, Michael Angelo Batio
- 2013: Virtue and Vices, Robot Lords of Tokyo, RLoT Records
- 2013: Frequency Unknown Queensryche(guest appearance), Cleopatra
- 2013: Belt Buckles and Brass Knuckles, Moccasin Creek, Moccasin Creek Music
- 2014: Will to Power — Lord Vulture, Mausoleum Records
- 2014: Onward to Freedom — Tourniquet
- 2016: The Art of Loss — Redemption
- 2018: Gazing at Medusa — Tourniquet

## Оборудование[5]
Гитарист на протяжении карьеры пользовался инструментами фирм Yamaha, B.C. Rich, Jackson, Paul Reed Smith, Schecter. Некоторое время гитары для Поланда изготавливает мастер Джон Годези из Yamaha Custom Shop. Имеет собственную подписную модель Schecter Poltergeist.
Использует струны Ernie Ball (10-е исключительно).

### Гитары
- Yamaha SBG 2000 × 3 (2 Hollow Body)
- Yamaha AES 800
- Yamaha SG2200
- Paul Reed Smith Custom 24 во время записи альбома «Return To Metalopolis» и ранние годы в «Damn The Machine».
- B.C. Rich Custom Eagle
- B.C. Rich Warlock
- B.C. Rich Bich
- B.C. Rich STIII
- Jackson Randy Rhoads
- Schecter Blackjack Solo 6
- Schecter SLS Solo 6 FR с мензурой 24,75" и плоским радиусом накладки грифа.
- Schecter Poltergeist Signature Model Guitar

### Усилении и иное оборудование
- Bogner Fish Pre Amp
- Mosvalve 500 x 4
- Mesa/Boogie 395
- Mesa/Boogie Strategy 400
- Peavey 120/120 tube power amp
- Demeter Inverter
- Eminence Speakers
- Carvin Steve Vai 2x12
- Earcandy Buzzbomb 2x12